# Copanca
Copanca è un comune della Moldavia situato nel distretto di Căușeni di 5.013 abitanti al censimento del 2004
Sorge sulla riva destra del fiume Nistro e dista 9 km da Slobozia. Il comune è rivendicato ma non controllato dalla repubblica separatista di Transnistria, ove è incluso nel distretto di Slobozia.